# Musseta

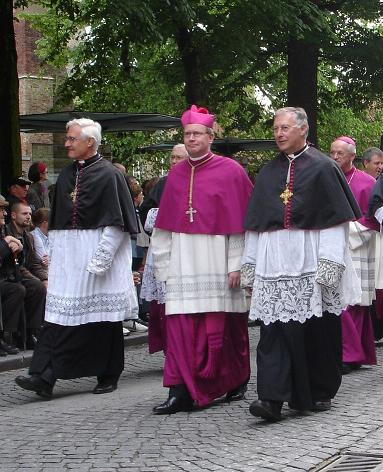
El bisbe Wim Eijk i diversos canonges portant mussetes

La musseta és una capa que cobreix des de les espatlles i fins als colzes i que està botonada sobre el pit. Es vesteix sobre el roquet o el sobrepellís com a part de l'hàbit coral per part del clergat de l'Església Catòlica, entre ells el Papa, els Cardenals, els bisbes, abats, canonges i els superiors religiosos. Acostumava a haver una petita caputxa a la part posterior de la musseta dels bisbes i cardenals, però s'abandonà a partir de Pau VI. La caputxa, però, va mantenir-se a la musseta de certs canonges i abats, així com a les papals.

## Color

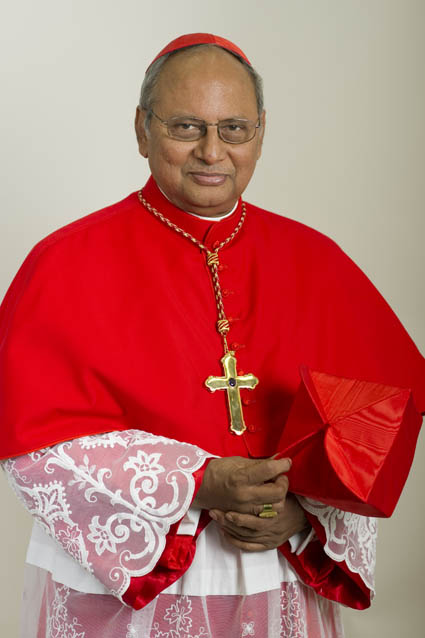
El cardenal Malcolm Ranjith de Colombo, portant la musseta vermella de cardenal

El color de la musseta, que sempre es vesteix sobre la sotana i a vegades obre altres peces de vestiments litúrgics, representa el rang jeràrquic de qui la porta. Els cardenals la porten de color escarlata, mentre que els bisbes i aquells que tenen una jurisdicció equivalent (els administradors apostòlics, vicaris apostòlics, exarques, prefectes apostòlics, prelats territorials i abats territorials) porten una musseta púrpura. Els rectors de les basíliques i alguns canonges porten una musseta negre amb un cordó vermell. Els simples preveres no la poden lluir.
Alguns ordes religiosos tenen una musseta com a part del seu hàbit: els canonges regulars de la Congregació Austríaca porten una musseta púrpura; els seus germans de la Congregació de Sant Maurici porten una musseta vermella; la Congregació de la Santa Creu, els Canonges Regulars de la Immaculada Concepció i els Canonges del Laterà porten una musseta negre.

## La musseta papal

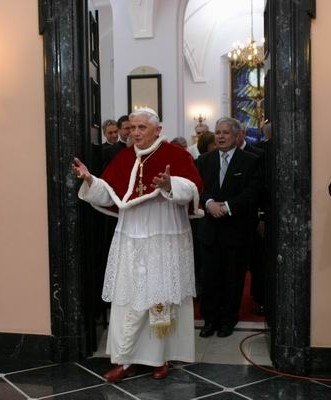
Benet XVI lluint la musseta papal vermella d'hivern

El papa pot portar 5 tipus de musseta:
- la musseta d'estiu, de setí vermell
- la musseta d'hivern, de vellut vermell ribetejada amb ermini blanc
- la musseta vermella de sarja, que es porta en les misses de difunts
- la musseta de roba vermella, que es porta durant la quaresma i l'Advent
- la musseta Pasqual, de seda de damasc blanca amb pell blanca. Aquesta només la llueix durant el Temps Pasqual.[1]

Les mussetes d'hivern i pasqual van caure en desús durant el pontificat de Joan Pau II (1978-2005), però Benet XVI les ha tornat a fer servir. Llueix la musseta d'hivern durant la missa davant la imatge de la Mare de Déu que hi ha prop de la plaça d'Espanya, que tradicionalment senyala l'inici de l'hivern a Roma, i la llueix en totes les ocasions durant l'hivern on aquesta peça és apropiada. La musseta blanca va ser reintroduïda durant l'octava de Pasqua del 2008. Aquest canvi entre les peces d'hivern i d'estiu és molt pràctic a causa del sufocant estiu romà.

## La Pelegrina

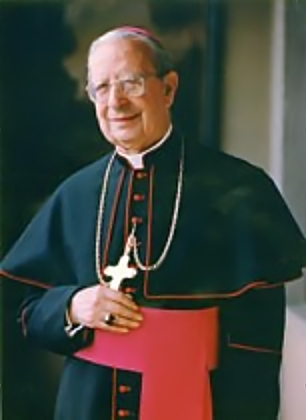
Alvaro del Portillo, prelat de l'Opus Dei, vestit amb una sotana negre amb la pelegrina, amb un rivet amarant.

La pelegrina és una capa oberta, que arriba fins a l'alçada dels colzes, però que està oberta al davant, que es porta amb la sotana, ja sigui fixa o separable. Difereix de la musseta en el fet que no està associada amb la sobrepellís o el roquet.
La norma general de l'Església Catòlica és que els cardenals i bisbes poden portar una pelegrina amb la sotana. El 1850, l'any en què es restaurà la jerarquia catòlica a Anglaterra i Gal·les, el Papa Pius IX concedí el privilegi a tots els preveres d'allà a portar una pelegrina negre sobre les seves sotanes. Des de llavors, portar-la sobre la sotana ha estat un dels símbols dels preveres catòlics a Anglaterra, Gal·les, Escòcia, Irlanda, Austràlia i Nova Zelanda.